# Terpna almaria
Terpna almaria är en fjärilsart som beskrevs av Achille Guenée 1858. Terpna almaria ingår i släktet Terpna och familjen mätare. Inga underarter finns listade i Catalogue of Life.